# Chuỗi trận Bảy ngày
Chuỗi trận Bảy Ngày gồm một loạt 6 trận đánh kịch liệt diễn ra trong 7 ngày từ 25 tháng 6 đến 1 tháng 7 năm 1862 ở gần Richmond, Virginia trong Nội chiến Hoa Kỳ, khi tướng Robert E. Lee chỉ huy quân miền Nam tiến ra chặn đánh binh đoàn Potomac của tướng miền Bắc George B. McClellan lúc này đang kéo đến uy hiếp thủ phủ Liên minh miền Nam. Sau 6 trận đánh trong 7 ngày, tướng Lee chiến thắng. Quân miền Bắc bị đánh bật ra khỏi vùng Richmond và phải rút khỏi bán đảo Virginia. Chuỗi trận này hay bị gọi nhầm là Chiến dịch Bảy ngày, nhưng thực ra nó chỉ là phần đỉnh điểm của Chiến dịch Bán đảo chứ không là một chiến dịch riêng biệt theo đúng nghĩa.
Chuỗi trận mở màn ngày 25 tháng 6 năm 1862 với cuộc tấn công nhỏ của quân miền Bắc trong trận Oak Grove. Nhưng sau đó McClellan đã nhanh chóng bị mất thế chủ động khi quân miền Nam bắt đầu phản công mãnh liệt tại rạch Beaver Dam (Mechanicsville) ngày 26 và tại Gaines's Mill ngày 27. Trong hai ngày 27-28 tháng 6, quân của tướng Lee tiếp tục công kích tại các đồn điền của Garnett và Golding, rồi tấn công đội hậu quân của miền Bắc tại Savage's Station ngày 29 tháng 6. McClellan phải kéo binh đoàn Potomac tiếp tục rút về Harrison's Landing trên sông James. Cơ hội cuối cùng của Lee nhằm chặn bắt toàn bộ quân miền Bắc là trong trận Glendale ngày 30 tháng 6, nhưng do việc thi hành mệnh lệnh không tốt nên quân miền Nam đã để đối phương chạy thoát được, kéo về đóng trại phòng thủ tại vị trí Malvern Hill. Ngày 1 tháng 7, tướng Lee cố xua quân mở cuộc tấn công trực diện, đánh rấn vào Malvern Hill nhưng bị tổn thất nặng nề vì bộ binh và pháo binh quân miền Bắc phòng thủ vững chắc, đánh tan tác các đội quân miền Nam đang tiến tới. Trong đám tử trận có binh sĩ miền Nam Edwin Jennison mới 16 tuổi.
Sau 7 ngày chiến đấu, tướng McClellan kéo quân miền Bắc chạy thoát an toàn về sông James, tổn thất gần 16.000 binh sĩ. Bên kia, tướng Lee phá được chiến dịch tấn công của McClellan nhưng mất hơn 20.000 quân. Ông tin rằng McClellan sẽ không thể đe dọa Richmond được nữa, nên đã quyết định kéo quân đánh lên miền Bắc trong hai chiến dịch Bắc Virginia và Maryland.

## Lực lượng hai bên
Gần 200 nghìn tướng sĩ tham gia chiến cuộc 7 ngày, nhưng hoặc vì thiếu kinh nghiệm hay quá cẩn thận, các tướng chỉ huy không huy động binh lính nhiều đủ để đánh trận quyết định.
| Liên minh miền Nam Robert E. Lee Tổng chỉ huy Binh đoàn Bắc Virginia 92.000 binh sĩ | Liên minh miền Nam Robert E. Lee Tổng chỉ huy Binh đoàn Bắc Virginia 92.000 binh sĩ                                                | Liên bang miền Bắc George B. McClellan Tổng chỉ huy Binh đoàn Potomac ~104.000 binh sĩ | Liên bang miền Bắc George B. McClellan Tổng chỉ huy Binh đoàn Potomac ~104.000 binh sĩ |
|                                                                                     | Stonewall Jackson Charles S. Winder Richard S. Ewell William H. C. Whiting D.H. Hill.                                              | Edwin V. Sumner Binh đoàn II: Israel B. Richardson John Sedgwick.                      |                                                                                        |
|                                                                                     | A.P. Hill Charles W. Field Maxcy Gregg Joseph R. Anderson Lawrence O'Bryan Branch James J. Archer William Dorsey Pender.           | Samuel P. Heintzelman Binh đoàn III Joseph Hooker Philip Kearny.                       |                                                                                        |
|                                                                                     | James Longstreet James L. Kemper Richard H. Anderson George E. Pickett Cadmus M. Wilcox Roger A. Pryor Winfield Scott Featherston. | Erasmus D. Keyes Binh đoàn IV Darius N. Couch John J. Peck.                            |                                                                                        |
|                                                                                     | John B. Magruder Lafayette McLaws David R. Jones Howell Cobb.                                                                      | Fitz John Porter Binh đoàn V George W. Morell George Sykes George A. McCall.           |                                                                                        |
|                                                                                     | Benjamin Huger William Mahone Ambrose R. Wright Lewis A. Armistead Robert Ransom, Jr.                                              | William B. Franklin Binh đoàn VI Henry W. Slocum William F. "Baldy" Smith.             |                                                                                        |
|                                                                                     | Theophilus H. Holmes Junius Daniel John G. Walker Henry A. Wise J.E.B. Stuart.                                                     | Philip St. George Cooke Silas Casey.                                                   |                                                                                        |